# Esenbeckia densiflora
Esenbeckia densiflora là một loài thực vật có hoa trong họ Cửu lý hương. Loài này được (Chodat & Hassl.) Hass. mô tả khoa học đầu tiên năm 1912.